# كأس تونس للكرة الطائرة للرجال 2000–01
كأس تونس للكرة الطائرة للرجال 2000-2001 هو الموسم رقم 45 من كأس تونس للكرة الطائرة للرجال.

فاز بهذا الموسم النجم الرياضي الساحلي.

## روابط خارجية
- الموقع الرسمي للجامعة التونسية للكرة الطائرة.